# Sandya Eknelygoda
Sandya Eknelygoda, är en lankesisk människorättsaktivist. 
Sandya Eknelygodas make, journalisten Prageeth Eknelygoda granskade krigsbrott som involverade kemiska vapen när han försvann år 2010. Sandya Eknelygoda blev själv engagerad i att ta reda på vad som hänt sin man och även andra människor som försvunnit i Sri Lanka. I sitt letande har hon arbetat med olika folkgrupper, även dem som stått på motsatta sidor under inbördeskriget.
År 2017 tilldelades Sandya Eknelygoda International Women of Courage Award.